# Bèuvesin (Gard)
Bèuvesin (en francès Beauvoisin) és un municipi francès situat al departament del Gard i a la regió d'Occitània.